# Confidencias de un ruletero
Confidencias de un ruletero es una película de comedia y misterio mexicana de 1949, escrita y dirigida por Alejandro Galindo, y protagonizada por Adalberto Martínez «Resortes», Lilia Prado, Maruja Griffel y Conchita Gentil Arcos.Esta película constituye el primer papel protagónico de la actriz Lilia Prado.
El argumento y la secuencia de esta película son similares y/o diferentes a los de las tres películas, Pepito as del volante (1957), de Pepe Romay, Ruletero a toda marcha (1962), de Eulalio González «Piporro»  y Los reyes del volante (1965) de Viruta y Capulina.

## Argumento
Lauro Escamilla y Cejudo (Resortes) es un taxista llamado coloquialmente en la época "ruletero" en la Ciudad de México. Tiene una madre y un hermano obrero, y una hermana a la que éste riñe por celos. Un pasajero muere en su taxi y Lauro deja el cadáver en la avenida Ámsterdam 240, en la colonia Condesa, ya que el pasajero le había indicado dicha dirección. El taxista halla un broche caro en su auto, intenta venderlo en una casa de empeño y es detenido por la policía. Mimí, dueña del broche perdido y de un salón de belleza, lo exculpa del robo. Luego, lo persigue por el bosque de Chapultepec hasta que lo aborda y le pide que le informe sobre el muerto que bajó y a cambio de la información le da dinero. Luego va al salón de baile Smyrna con su vecina Rosa a bailar, la que intenta darle celos con Luis, un cliente del lugar.

## Reparto
- Adalberto Martínez "Resortes" como Lauro Escamilla y Cejudo.
- Lilia Prado como Rosa.
- Julio Villarreal como Sr. Legazpi.
- Maruja Grifell como Madame Mimí.
- Conchita Gentil Arcos como Doña Remedios.
- Isabel del Puerto como Isabel.
- Jorge Arriaga como matón asesinado.
- Elvia Salcedo como Rita.
- Salvador Terroba como Pablo, chofer de Mimí.
- Alberto Mariscal como Constantino Escamilla y Cejudo "Tino".
- Jorge Martínez de Hoyos como Luis.
- Manuel de la Vega como Arturo.
- Guillermo Bravo Sosa como cobrador.
- Francisco Reiguera como joyero.
- Armando Velasco como agente de policía.
- Nacho Contla como Comandante Godínez.
- José Pardavé
- Enrique Rosado
- León Barroso como Federico.
- César del Campo como Empleado de Mimí.
- Salvador Quiroz como Sanchito, pasajero de taxi.
- Miguel Manzano como Compadre de Sanchitos.
- Héctor Mateos como Mayordomo del Sr. Legazpi.
- Enedina Díaz de León como Doña Cholita
- Luis Mario Jarero como Agente 22, policía
- Beatriz Jimeno como Pasajera de taxi.
- Cecilia Leger como Amante casada de Rigoberto.
- Kika Meyer como Pasajera de taxi.
- Chela Castro como Conchita
- Jenaro Núñez
- Beatriz Saavedra como Mané
- María Valdealde como Sra. de Montejo, clienta de Mimí.

## Producción
Confidencias de un ruletero fue rodada en los Estudios Azteca a partir del 18 de abril de 1949 y fue estrenada en el Cine Orfeón el 16 de diciembre de ese mismo año. La producción corrió a cargo de César Santos Galindo y de Cinematográfica Azteca. La asistencia de dirección fue de Winfield Sánchez. El guion fue del director Galindo según un argumento suyo y de Gunther Gerzso, quien también hizo la escenografía. La edición fue de Carlos Savage, la dirección musical de Raúl Lavista, con participación de boogies y guarachas de Leopoldo Olivares, la fotografía de Domingo Carrillo, el sonido de Rodolfo Benítez y Enrique Rodríguez, el vestuario de Pablo Rubio y el maquillaje de Noemí Wallace.

## Recepción
La revista Cinema Reporter destacó el humor de la película y el realismo de la trama. "Se muestran tipos mexicanos, costumbres mexicanas con sabor nuestro, sin mixtificación ninguna. Todo lo que ocurre en estas magníficas y sensacionales Confidencias de un ruletero ha ocurrido... o le puede ocurrir a cualquiera". Emilio García Riera destacó que la película luce a la Ciudad de México en diferentes paisajes.